# Franz Thiemann
Franz Thiemann (* 6. Januar 1906 in Hannover; † 19. Februar 2000 ebenda)  war ein deutscher Sportler, Kaufmann, Verbandsfunktionär und Präsident der Industrie- und Handelskammer Hannover. Der vielfach ausgezeichnete „Pionier der Reformkost“ propagierte die Idee des Reformhauses und baute die Firma Schmelz getreu seinem Motto „Unternehmen, nichts unterlassen“ zu Europas seinerzeit größtem Reformhaus aus.

## Leben und Wirken
Geboren in Hannover zur Zeit des Deutschen Kaiserreichs, litt Franz Thiemann schon als Jugendlicher an Furunkulose, was ihn bei dem von ihm betriebenen Sportarten Rudern und Skifahren Beschwerden bereitete. Zur Zeit der Weimarer Republik  suchte der junge Mann 1927 im Alter von 21 Jahren zunächst nur als Kunde das „Reformhaus Hannover - Emma Schmelz“ in der hannoverschen Osterstraßeauf, wo die Unternehmerin Emma Schmelz im selben Jahr das damalige Haus Osterstraße 84 gekauft hatte – und wurde schon nach kurzer Zeit der Schwiegersohn der Kauffrau, als er deren Tochter Helene heiratete.
Nachdem Franz Thiemann eine Fachausbildung in Leipzig beim Reformwarenwerk Thalysia sowie in Reformhäusern in Hamburg und Frankfurt am Main durchlaufen hatte, begann er zunächst als Mitarbeiter des „Reformhauses Hannover - Emma Schmelz“. Nach dem Tod der Inhaberin († 1930) übernahm er 1931 die Geschäftsanteile des Witwers Gerhard Schmelz und führte das Reformhaus dann gemeinsam mit seiner Ehefrau Helene erfolgreich aus den Nachwirkungen der Weltwirtschaftskrise heraus.
Ebenfalls Anfang der 1930er Jahre besuchte Franz Thiemann Hans Gregor an dessen 1932 in Blankenburg im Harz gegründeten ersten „Fachschule für Reformhausinhaber und Reformhausmitarbeiter“. Im Jahr der Machtergreifung durch die Nationalsozialisten verbrachte Thiemann 1933 drei Wochen in der Bircher-Benner-Klinik in Zürich.
1936 gründete und leitete Franz Thiemann die „Schmelz-Schule für Gesundheitskost + Diät“, die in den folgenden vier Jahrzehnten von rund 68.000 Menschen besucht wurde. Aufgrund der weiter gestiegenen Nachfrage nach Lebensmitteln, Schuhen und Textilien aus dem Bereich der Reformbewegung erweiterte Thiemann 1938 seine hannoverschen Geschäftsräume erheblich und übernahm Ende der 1930er Jahre auch noch die Leitung des hannoverschen Ortsvereins der „Deutschen Lebensreform“. Mitten im Zweiten Weltkrieg wurde Thiemann 1941 zudem Mitglied des in diesem Verein gegründeten „Arbeitskreis Lebensreformwirtschaft“.
Dann jedoch bereiteten die Luftangriffe auf Hannover weiteren Aktivitäten ein vorläufiges Ende: 1943 zerstörten Fliegerbomben die Geschäftszentrale in der hannoverschen Osterstraße, und auch sämtliche bisher gegründeten neun Filialen wurden schwer beschädigt. Schließlich brachte der von Joseph Goebbels propagierte „Totale Krieg“ die Überlebenden sogenannten „Herrenmenschen“ in ihrer Not noch während des Krieges zu einer „totalen Ausplünderung“ der sämtlicher Schmelz-Geschäfte.
Nach dem Krieg und der Währungsreform begann die Aufbaugemeinschaft Hannover ab 1948 mit den Anliegern der Karmarschstraße einen Neubau der heute zumeist von Geschäftshäusern gesäumten Straße. Franz Thiemann nahm 1951 seine Verkaufsaktivitäten wieder auf und konnte, da er viele Waren preisgünstig als „markenfrei“ anbieten konnte, seinen Umsatz wieder steigern. So konnte er als Bauherr für die Karmarschstraße 16 den Architekten Ernst Friedrich Brockmann verpflichten und 1953 dort das neue Schmelz-Hauptgeschäft als „Haus der Gesundheitskultur“ eröffnen, zugleich der erste Selbstbedienungsladen in Hannover mit angeschlossener Milch- und Saftbar sowie einer Reformgaststätte. Zudem setzte Thiemann das erste „Rollende Reformhaus“ in Bewegung, später auch ein weiteres Automobil dieser Art (beide Fahrzeuge wurden 1989 stillgelegt).
Bei der Gründung der Reformhaus-Fachakademie, die 1956 als Stiftung unter dem heutigen Namen „Akademie Gesundes Leben“ in Oberstetten ihre Arbeit aufnahm, war Franz Thiemann einer der Gründungsmitglieder und wurde in den Vorstand der Akademie gewählt. Zudem engagierte er sich in den entscheidenden Fachvereinigungen sowie in den entsprechenden Gremien des Einzelhandels.
Noch zur Zeit des Wirtschaftswunders verlegte Franz Thiemann das Spezialgeschäft seiner Ehefrau, das „Helene Schmelz Wäsche-, Mieder- und Strickwaren“-Geschäft in Hannover, 1957 in die Karmarschstraße 40 unter dem neuen Namen „Schmelz-Mode“, das dann bis 1989 bestand.
Ab 1958 hatte Franz Thiemann das Amt des Vizepräsidenten der Industrie- und Handelskammer Hannover (IHK) inne.
Sein Ladengeschäft in der Karmarschstraße richtete Thiemann 1965 – im Zusammenhang mit einer grundlegenden Modernisierung der Räumlichkeiten sowie der Schaffung des „Avocado-Grills“ – einen Informationsstand ein, der ständig durch eine Diätassistentin besetzt war. Schon im Folgejahr wurden beide Schmelzschen Gaststätten 1965 mit dem „Gütezeichen für Diätverpflegung“ ausgezeichnet.
Nachdem Franz Thiemann schon ab 1958 das Amt des IHK-Vizepräsidenten innegehabt hatte, leitete er von 1979 bis 1983 die IHK als deren Präsident.
Bis in die 1980er Jahre baute Thiemann das Unternehmen „Schmelz“ zu Deutschlands größtem Reformhaus in Deutschland aus mit rund 20 Filialen in der niedersächsischen Landeshauptstadt und deren Umgebung aus.
Nach dem Tod von Franz Thiemann wurde das Unternehmen Schmelz 2002 an die Reformhaus Bacher GmbH & Co. KG mit Sitz in Remscheid verkauft.

## Schriften
- Heinz Sahner, Franz Thiemann (Hrsg.): Zukunft der Naturheilmittel in Europa in Gefahr? ( =   Schriften des Forschungsinstituts Freie Berufe / FFB, Bd. 2), Schrift zum Symposium vom 24. Januar 1990 im Leibnizhaus, Hannover, hrsg. im Auftrag der Gesellschaft zur Förderung der Ganzheitsmedizin e.V., Forschungsinstitut Freie Berufe (FFB), Universität Lüneburg, Lüneburg: Forschungsinstitut Freie Berufe, 1990, ISBN 3-927816-06-X

## Weitere Ehrungen
Franz Thiemann war „Träger höchster Auszeichnungen des Bundes und des Landes“ und wurde unter anderem als „Pionier der Reformkost“ geehrt.